# Rade d'Hyères
La rade d'Hyères est une rade située sur la côte française de la mer Méditerranée, principalement sur la commune d'Hyères (département du Var) qui lui donne son nom (deux autres communes la bordent, La Londe-les-Maures et Bormes-les-Mimosas). 
La rade est fermée à l'ouest par la presqu'île de Giens (qui la sépare du golfe de Giens), à l'est par le cap Bénat et en partie au sud par les îles d'Hyères.
Le fort de Brégançon se trouve sur un îlot côtier à l'est de la rade. 